# Robert Dee
Pour les articles homonymes, voir Dee.
Robert Dee, né le 18 janvier 1987 à Bexley dans le comté de Kent, est un joueur de tennis britannique.

## Biographie
Il s'est entraîné à l'Académie de Nick Bollettieri à Bradenton pendant deux ans à partir de 2003.
Il commence à jouer au tennis à l'âge de 11 ans. Sa surface préférée est le dur.

### Carrière
Il joue son premier match professionnel en avril 2005 au Challenger de Mexico grâce à une wild card. Malgré les encouragements de son compatriote Alex Bogdanovic présent dans les tribunes, il perd au premier tour (6-1, 6-0) contre un invité mexicain, Jaime Arriaga, qui remportait à cette occasion son premier match sur le circuit professionnel. Robert Dee reçoit un point ATP qui le projette à la 1466e place, classement qui lui permet de jouer plusieurs tournois Futures sans passer par les qualifications. Préférant la découverte et l'exotisme dans des pays en développement, plutôt que le luxe et la jet set, il décide au mois de juillet de jouer des tournois Futures en Amérique du Sud puis en Afrique, dans des pays comme le Venezuela, le Soudan, le Rwanda ou le Botswana. Il s'agit pour lui de réaliser un défi physique et mental, décrivant cette période comme une expérience incroyable.
En 2006, il décide de s'installer à La Manga en Espagne, pays dans lequel, selon lui, la concurrence est l'une des plus fortes au monde. Il passe tout d'abord un mois dans la région puis il reçoit une nouvelle invitation pour le Challenger de Mexico où il perd de nouveau au 1er tour contre le Brésilien Andre Ghem (6-2, 6-0). Après deux semaines passées à Gausdal en Norvège, il joue huit tournois dans la région de Valence et en Andalousie et un à Pretoria fin octobre. En 2007, il joue notamment trois semaines au Portugal et reçoit au mois de mai une invitation pour deux Futures en Colombie. En janvier 2008, il est de nouveau invité dans ce pays pour deux autres tournois, à Manizales et à Bucaramanga.
Le 22 avril 2008, il devient célèbre malgré lui et pour des raisons plutôt insolites. En effet, après 54 échecs depuis le début de sa carrière dans des tournois professionnels (52 en Futures et 2 en Challengers), il remporte son premier match lors des qualifications d'un tournoi Future disputé à Reus, face à un joueur américain non classé, Arzhang Derakhshani, sur le score de 6-4, 6-3. Rapidement, et pour des raisons qui lui échappent, il se voit attribuer un record de 54 matchs et 108 sets perdus consécutivement sur le circuit professionnel avant cette victoire, faisant de lui le pire joueur de tennis du monde. Robert Dee jugeant ce record faux, et sa réputation causant l’hilarité sur le circuit, il décide de poursuivre en justice pour diffamation la trentaine de journaux et sites web ayant propagé la nouvelle, son avocat David Engel estimant que cela mettrait en péril sa future reconversion comme coach. Dee met notamment en avant le fait qu'il a gagné une vingtaine de matchs dans des tournois régionaux en Espagne. Il obtient gain de cause après près d'un an de procédures et reçoit plusieurs dizaines de milliers de livres de dommages et intérêts, ainsi que de nombreux articles d'excuses. La BBC, notamment, lui verse 40 500 £.
Ensuite, il remporte trois autres matchs sur le circuit professionnel, en 2008, 2009 et 2010, toujours au premier tour de qualification. Avant cet évènement, Dee avait aussi remporté deux matchs professionnels en double (dont un sur forfait). Il joue son dernier match professionnel à Albufeira en mars 2010.
Durant sa carrière, il a notamment rencontré Andreas Haider-Maurer en 2008, alors que celui-ci était classé 250e à l'époque.

## Autres cas de défaites successives sur le circuit professionnel
Avant lui, le Guatémaltèque Diego Beltranena avait, entre janvier 1997 et août 2005, accumulé 3 défaites en tournois Challenger, 45 en Future et 6 en Satellite, remportant tout de même un set dans la série et bénéficiant également d'un match gagné par forfait lors de sa 25e rencontre. Sans activité depuis 2005, il a rejoué et perdu deux matchs en mai 2008, ce qui ferait de lui le véritable recordman de défaites si l'on omet sa victoire par forfait.
Si on ne prend en compte que les tournois du circuit ATP, le recordman de défaites successives dans Vince Spadea avec 21 défaites consécutives.